# لوکا پلچه
لوکا پلچه (انگلیسی: Luka Ploče) شرکت لجستیک کروات است، که در سال ۱۹۵۲ تأسیس شد.